# Guglielmo Cavalcabò
Guglielmo Cavalcabò (date et lieu de naissance inconnu, mort à Soncino, 14 juin 1312) est un homme politique italien, membre de la famille éponyme de Crémone, partisan des guelfes.

## Biographie

Armoirie de la famille

Il est le fils d'Ugolino. Il est capitaine du peuple et podestat de Crémone, avant de conquérir le pouvoir de la ville en 1307, grâce au parti guelfe.
En 1308, avec son frère Giacomo, il assiège Parme, chassant Giberto III da Correggio (it) et installant la famille Rossi, leurs parents. En 1311, en raison des dissensions avec le parti gibelin, il quitte Crémone et se réfugie à Viadana, mais pour peu de temps. De retour à Crémone avec certains chefs guelfes, dont Venturino Benzoni, il prend possession de Soncino. Les habitants résistent au siège grâce aussi au secours du comte Guarniero di Hohenbourg, vice-roi impérial de Brescia. Guglielmo Cavalcabò est emprisonné et tué par le Hohenbourg le 14 juin 1312.

## Descendance
Guglielmo épousa la fille de Sopramonte Amati, mais ils n'eurent pas de descendance.